# Меланоцит-стимулиращ хормон
Меланоцит-стимулиращите хормони (общо MSH или интермедини) са клас пептидни хормони, които се произвеждат от междинния лоб на хипофизата. За първи път са изолирани от Aaron B. Lerner.

## Функция
Стимулират синтезата и освобождаването на меланин от меланоцитите в кожата и косата. MSH указват влияние и върху мозъка като възбуждат апетита и половото влечение.

### При земноводни
При някои животни (като жаби Xenopus laevis) продукцията на MSH се увеличава, когато животното е на тъмно. Това предизвиква дисперсия на пигментите в пигментните клетки на кожата, като прави животното да изглежда по-тъмно. По този начин става по-трудно откриваемо за хищниците. Пигментните клетки се наричат меланофори, затова при земноводните хормонът често е наричан меланофор-стимулиращ хормон.

### При хора
При човек увеличените нива на MSH също водят до потъмняване. MSH се увеличава също така по време на бременността. Това заедно с увеличените естрогени предизвиква повишена пигментация при бременните жени. При хиперкортицизъм (Къшинг синдром) поради засилената експресия на адренокортикотропен хормон (ACTH) също може да се появи хиперпигментация, каквато е acanthosis nigricans по мишницата. При много хора с първична болест на Адисон) се появява хиперпигментация на кожата включително и области, които не са изложени на светлина. Такива места са ръцете, зърната на гърдите, вътрешната страна на бузите. Възможно е и потъмняването на стари белези от рани. Това се получава, защото меланоцит-стимулиращият хормон и адренокортикотропният хормон имат общ прекурсор – Проопиомеланикортина (POMC).
Различните нива на MSH не са главната причина за вариациите в цвета на кожата. Все пак при червендалестите хора и тези, които не успяват да придобият тен вследствие на излагане на слънчева светлина, са установени вариации в рецептора, който в тези случаи не отговаря адекватно на нивата на MSH в кръвта.

## Структура на MSH
Меланоцит-стимулиращият хормон принадлежи към група протеини, известни като меланокортини. Тази група включва аденокортикотропния хормон (ACTH), alpha-MSH, beta-MSH и gamma-MSH, като всичките пептиди са продукти от разделянето на общия прекурсор проопиомеланикортин (POMC). Alpha-MSH е най-важният меланокортин за пигментацията.
| α-MSH:         | Ac-Ser-Tyr-Ser-Met-Glu-His-Phe-Arg-Trp-Gly-Lys-Pro-Val                                  |
| β-MSH (човек): | Ala-Glu-Lys-Lys-Asp-Glu-Gly-Pro-Tyr-Arg-Met-Glu-His-Phe-Arg-Trp-Gly-Ser-Pro-Pro-Lys-Asp |
| β-MSH (свиня): | Asp-Glu-Gly-Pro-Tyr-Lys-Met-Glu-His-Phe-Arg-Trp-Gly-Ser-Pro-Pro-Lys-Asp                 |
| γ-MSH:         | Tyr-Val-Met-Gly-His-Phe-Arg-Trp-Asp-Arg-Phe-Gly                                         |